# Gocandhaley
Gocandhaley (ook: Gocon Dhaale) is een dorp in het district Oodweyne, regio Togdheer, in de niet-erkende staat Somaliland, en dus formeel gelegen in Somalië. Gocandhaley ligt op de grens met Ethiopië.
Gocandhaley ligt op ruim 1000 m hoogte in een savanne, ruim 81 km ten zuiden van de districtshoofdstad Oodweyne. Rondom het dorp ligt een fors aantal omheinde berkads. Sommigen daarvan hebben aanzienlijke afmetingen; een enkele is overdekt.

Verder oostwaart ligt het grensdorp Reidab Khatumo (10,7 km); verder westwaarts Davegoriale (12 km), beiden ook aan de grens met Ethiopië. Andere dorpen in de omgeving zijn Galkagudubi (15,5 km) en Ismail Diiriye (22,2 km). Gocandhaley is alleen via zandpaden verbonden met de rest van het district.
In en rond Gocandhaley liggen twee terreinen waarvan bekend is of vermoed wordt dat er antipersoneelsmijnen liggen.
Klimaat: Gocandhaley heeft tropisch steppeklimaat met een gemiddelde jaartemperatuur van 23,6 °C; de temperatuurvariatie is gering; de koudste maand is januari (gemiddeld 20,6°); de warmste september (25,6°). Regenval bedraagt jaarlijks ca. 278 mm met april en mei als natste maanden (de zgn. Gu-regens). Er is een tweede, minder uitgesproken regenseizoen in september-oktober, de zgn. Dayr-regens. Het droge seizoen is van december - februari.